# 팀 커디히
팀 커디히(영어: Tim Cuddihy)로 잘 알려진 티머시 존 커디히(영어: Timothy John Cuddihy, 1987년 5월 21일~)는 오스트레일리아의 양궁 선수이다. 2004년 하계 올림픽에서 개인전 동메달을 획득했다.